# Івантєєвка
Івантєєвка (рос.:Ивантеевка) – місто, центр однойменного міського округу Московської області Російської федерації. Є єдиним населеним пунктом у міському окрузі Івантєєвка. Площа міста 1560 га, забудова 936 га.

## Географія
Розташоване за 13 кілметрів по Ярославському шосе від МКАД на північний-захід від Москви на річці Уча та її притоці Скалбі.  Місто межує з Пушкінським та Щолковським районами та містом Корольов.

## Символіка
Символіка Івантєєвки – прапор та герб, основою яких є колесо млина та символічне зображення річки.

## Історія
Наприкінці XVI століття у літописах вперше згадуються старовинні селища Вантеєвка, Копнімо та Новоселки. Тоді ж, у зв’язку з розвитком в Московії початкового книгодрукування, на річці Уча в селі Вантеєво створено першого «паперового» млина, на якому працювали кріпаки.
1737 у селі збудована кам'яна церква.
Село розвивалось, у середині ХІХ століття вже згадується під назвою Івантєєвка.
1803-1808 в Івантєєвці збудовано ще одну кам’яну церкву - Іоанна Предтечі.
Після скасування кріпацтва в Російській імперії фабрика в Івантєєвці отримала новий розвиток – до кінця 80-х років ХІХ століття вона мала завершений виробничий цикл: прядильне, ткацьке, фарбувальне та обробне виробництво. Навколо фабрики розвивалось і селище Івантєєвка – 1889 відкрилась амбулаторія, а 1897 – лікарня на 15 ліжок. Також тут було земське училище.
На паперово-прядильній фабриці працювало 460 людей, на суконно прядильній – 320 чоловік. У селі живе 1261 людина.
1911 в селах Копнино та Вантеєвка нараховують 271 подвір’я, працюють 2 фабрики. У селі розташовано земське училище, лікарня при фабриці, квартира урядника, казенна винна лавка, трактир 3-го розряду та пивна трактирного промислу. Також у 1913 році відкрилась земська школа на 350 дітей.

### Тимчасовий уряд та більшовизм
У лютому 1917 Івантєєвка увійшла до складу Російської Республіки. З 1919 - стабільний більшовицький режим.

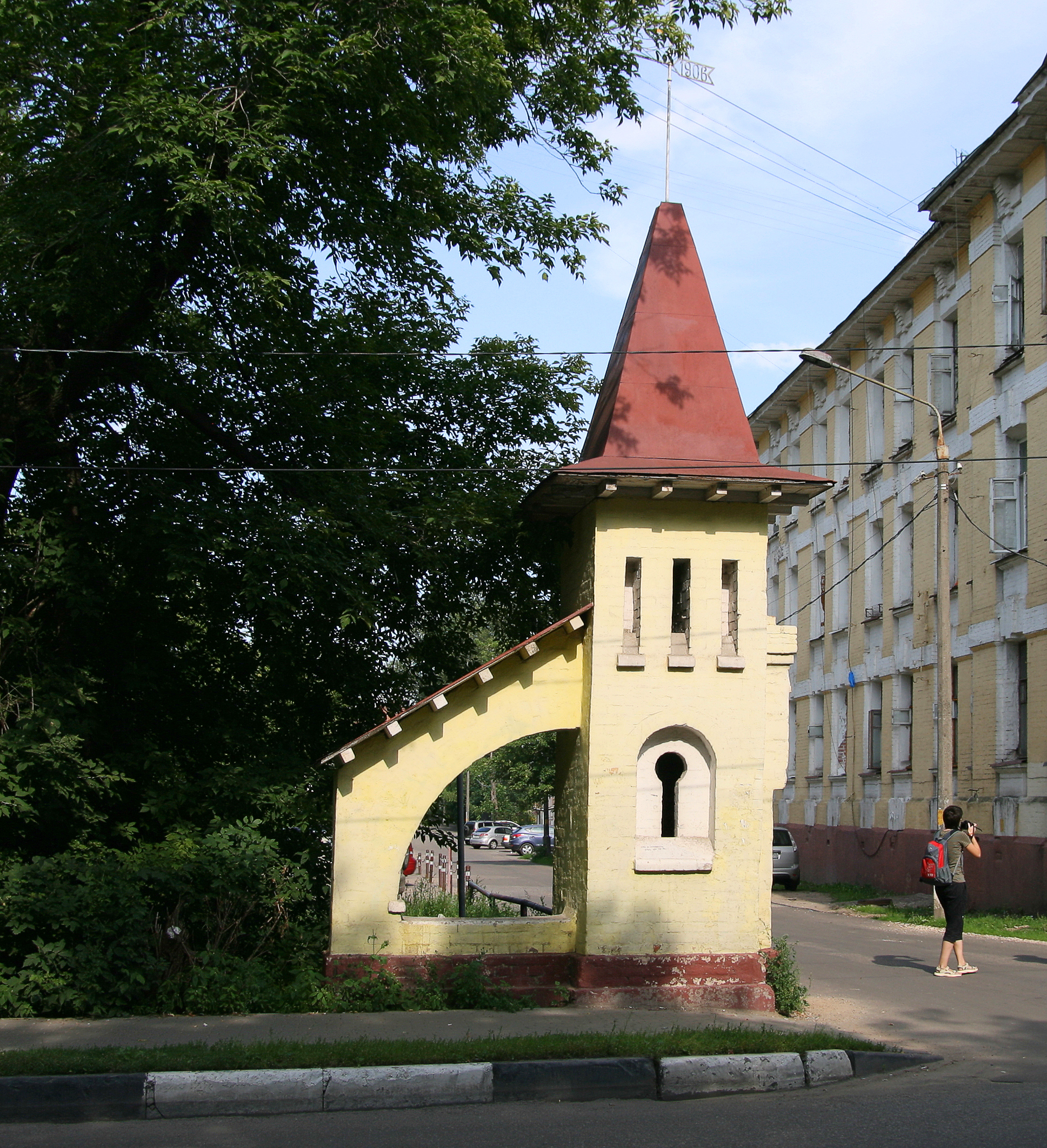
Символ міста -- башта з ключем

1926 в Івантєєвці проживало 4113 людей, з них 1940 чоловіків та 2173 жінок. 1929 відкрилась міська поліклініка та лікарня на 80 місць.
1929-1930 через селище пройшла залізниця Болшево – Фрязіно, яка з’єднала його з коліями Ярославського напрямку. 1931 року фабрики, які розташовані в селі було об’єднано в трикотажний комбінат на якому станом на 1931 рік працювало 3768 робітників, 1933 року – 6600 робітників.
27 грудня 1937 робітниче селище Івантєєвка більшовики перетворили у місто районного підпорядкування, яке входить до складу Пушкінського району. Це було обґрунтовано тим, що на трьох місцевих фабриках працювало 11200 людей, а загалом населення складало 20540 людей, а в зв’язку з розгорнутим будівництвом кількість населення суттєво зросте.
Водночас комуністи посилили антихристиянську пропаганду у місті, на початку 1940-их закрили Георгієвську церкву. Її оскверинили - використовувалась для господарських потреб, було вивезено церковні шатра та хрести, комуністи покрали усе церковне майно.
1954 року Івантєєвка стала містом обласного підпорядкування. 1958 році до складу міста увійшло село Новосілки. Ще 1958, на клопотання місцевих православних, почалась реставрація Георгієвської церкви. Вона тривала 20 років, і лише 1989 церква була повернута віруючим і отримала назву Храм Ікони Смоленської Божої Матері.

### Сучасний період

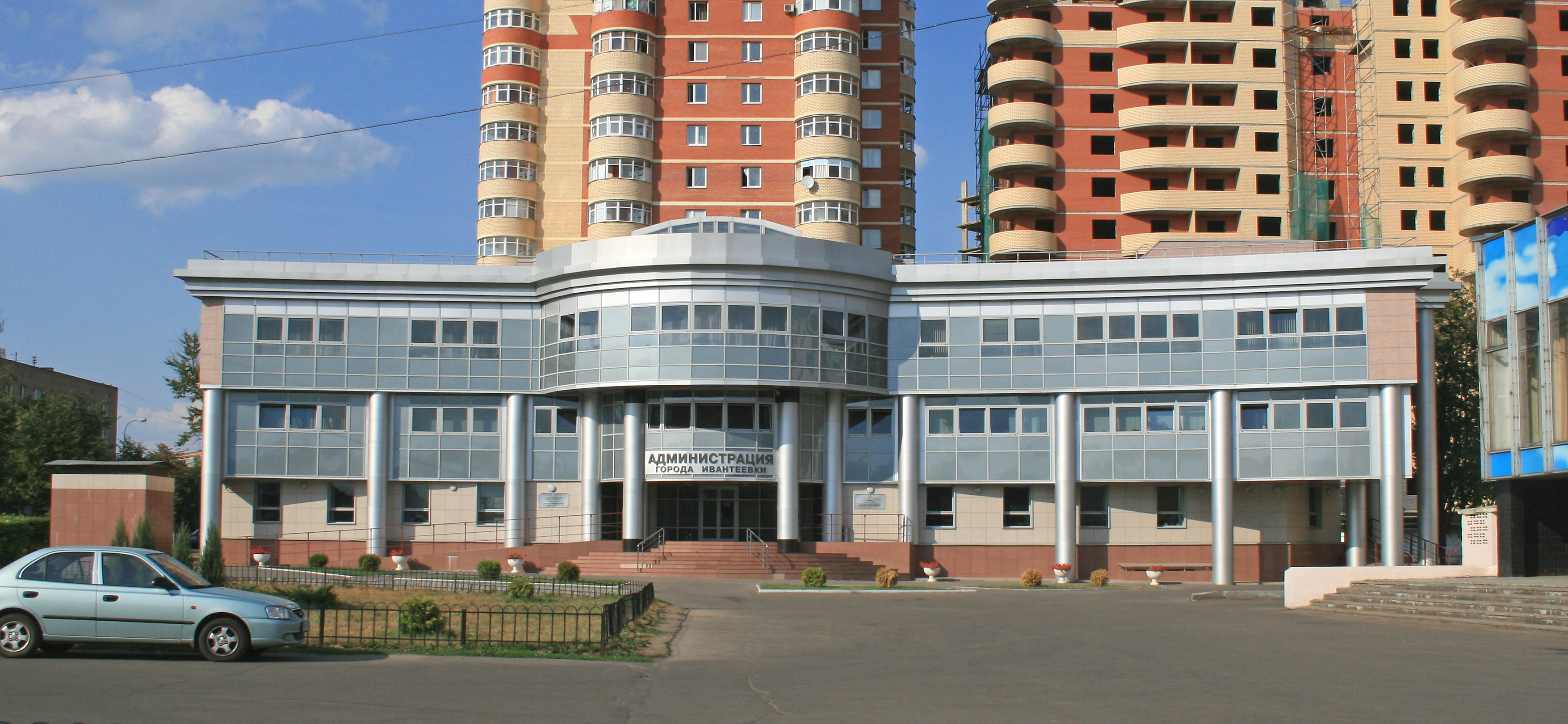
Івантєєвська міська адміністрація

2004 року Івантєєвка отримала статус міського округу.

## Промисловість
На території міста розташовано близько 300 підприємств, установ та організацій.
Станом на 1993 рік серед найбільших «Трикотажник» (верхній трикотаж, білизна, штучне хутро), «Івантєєвська тонкосуконна фабрика», «Івніть» (бавовняно-паперова пряжа), на яких поширено використання рабської нелегальної робочої сили з південної Азії.
Також завод «Оснастка» (спецлитво), «НДІтракторсільмаш» (автоматичні лінії для тракторного машинобудування), «Елеватормельмаш» (устаткування для комбікормових заводів та млинів) та ряд інших.
Місто відоме великим селекційним лісорозплідником, у якому вирощуються рідкісні породи дерев та кущів. Ця установа була закладена під час Голодомору в Україні.

## Транспорт
Івантєєвка має залізничне сполучення з Москвою – на залізничній станції міста зупиняється 17 електропотягів напрямку Фрязіно пасс – Москва Ярославська. 

## Населення
| Рік  | тис. чол | рік  | тис. чол | рік  | тис. чол | рік  | тис. чол |
| ---- | -------- | ---- | -------- | ---- | -------- | ---- | -------- |
| 1897 | 1.2      | 1970 | 35.8     | 1998 | 51.0     | 2007 | 55.2     |
| 1926 | 4.1      | 1979 | 46.9     | 2000 | 51.1     | 2008 | 55.7     |
| 1931 | 11.8     | 1986 | 52       | 2001 | 51.1     | 2010 | 57.1     |
| 1939 | 22.2     | 1989 | 53.1     | 2003 | 51.5     | 2011 | 58.6     |
| 1959 | 30.9     | 1992 | 53       | 2005 | 53.0     | 2012 | 61.5     |
| 1967 | 34       | 1996 | 51.4     | 2006 | 54.3     | 2013 | 63.6     |

## Освіта
У місті є шість загальноосвітніх шкіл на 5990 місць, Центр творчості  дітей та юнацтва, дитяча спортивна школа, 22 дитячих садка на 3288 місць. У місті є механіко-технологічний технікум готує фахівців трикотажного та швейного виробництва. Також при АТ «Івніть» створено ПТУ на 800 місць.

У місті працює філія Російського державного соціального університету який готує фахівців за спеціальностями «Соціальна робота», «Фінанси і кредит», «Бухгалтерський облік, аналіз і аудит». «Державне і муніципальне управління», «Дошкільна освіта», «Готельний сервіс»

Також у місті розташовано філію Університету машинобудування, він входить до складу Московського державного технічного університету «МАМІ». Він створений на базі Івантєєвського промислово-економічного коледжу. Готує фахівців за спеціальностями «Комерсант», «Бухгалтер», «Технічне обслуговування і ремонт автомобільного транспорта».

В Івантєєвці працює Московський обласний інститут управління і права який веде підготовку фахівців за спеціальностями юриспруденція, економіка, фінанси і кредит, бухгалтерський облік, аналіз і аудит, менеджмент, менеджмент організацій. Також інститут займається професійною перепідготовкою та підвищенням кваліфікації

## Медицина
В Івантєєвці працює дві лікарні на 625 ліжок, чотири поліклініки, три санаторії, три профілакторії.

## Культура, ЗМІ
У місті працює ПК «Юбілейний», є історико-краєзнавчий музей.  3 вересня 1991 року створено редакцію Івантєєвського радіо, наприкінці 1992 року вийшов перший номер міської газети «Пульс Івантеевки».

 
Також працює кінотеатр «Сінема Компані Івантєєвка» який має 4 зали загальною місткістю 367 місць.

## Пам’ятки історії та архітектури

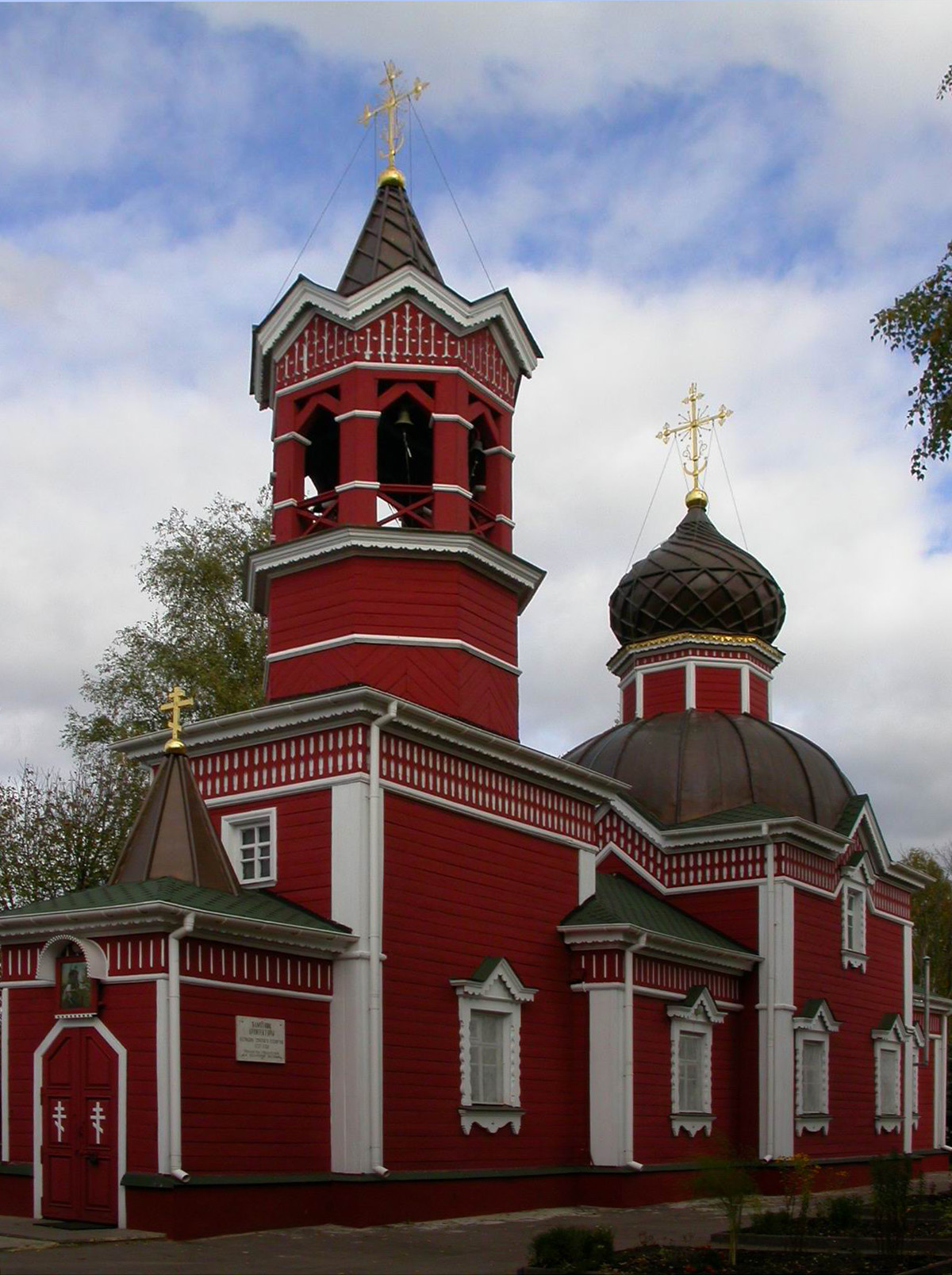
Святогеоргієвська церква

- Церква Смоленської ікони Божої Матері – пам’ятка архітектури, збудована 1807 року, архітектор А.Н. Бакарев
- Церква Святого великомученика Георгія Переможця – пам’ятка архітектури, збудована 1737 року
- Будівля КДЦ «Первомайский»—пам’ятка історії 1867-1871, архітектор Гончаров. Історична пам’ятка театрального, громадського і культурного життя міста
- Башта «Ключ» з флюгером 1905-1906. Один з символів міста, слугувала опорою для вхідних воріт на подвір’я фабрики Лижина
- Бюст-монумент двічі льотчику-космонавту Іванченкову О.С. збудований 1984 року, скульптор К.Г.Кошкін
- Бюст-пам’ятник письменнику і актору Івану Горбунову (1831-1895), встановлений 1995, скульптор С.Ф.Захлебін
- Меморіал «Скорботний», встановлений 1972 року, скульптор А.Новохатський
- Меморіал «Останній кидок», встановлений 1965 року, скульптор М. Цветков
- Меморіал пам’яті жертв сталінського терору, встановлений 2011 року, автори В.В.Губський, Г.Б.Китайгородський
- Пам’ятник святому Миколі Угоднику, встановлений 2008, скульптор Г. Потоцький

## Релігія
У місті діє громада храму Смоленської ікони Божої  Матері та громада храму Святого Великомученика Георгія. Обидві громади належать до РПЦ

 
Також є громада Церкви Євангельських Християн баптистів, яка входить до складу Російського Союзу ЄХБ

## Спорт
Івантєєвка представлена ФК «Текс» яка виступає у вищій лізі Московської області. Команда виступає на стадіоні «Труд», основний колір команди чорно-жовтий, запасний – червоний.

## Уродженці
- Російський актор Іван Горбунов,
- Льотчик-космонавт Іванченков О. С.,
- Ахметов Руслан Юсупджанович (1940—2005) — радянський актор.